# Karl Hoffmann (Politiker, 1901)
Karl Hoffmann (* 11. März 1901 in Bremen; † 17. Juli 1981) war ein deutscher Volkswirt, Unternehmer und Politiker.

## Leben und Beruf
Nach dem Abitur 1920 studierte Hoffmann Rechts- und Staatswissenschaften an den Universitäten in München, Kiel und Göttingen. 1924 wurde er zum Dr. rer. pol. promoviert. Im Anschluss daran arbeitete er bei der Industrie- und Handelskammer Essen, die für die Stadtkreise Essen, Mülheim und Oberhausen zuständig war, zunächst als Angestellter und seit 1927 als Beamter. 1933 wurde er aus politischen Gründen entlassen. In der Folgezeit war er zunächst freiberuflich tätig. Später arbeitete er erneut in der Wirtschaftsverwaltung und wirkte von 1939 bis 1945 als Leiter der Reichsstelle für Glas, Keramik und Holzverarbeitung.
Nach dem Zweiten Weltkrieg wurde Hoffmann Leiter eines Industrieunternehmens in Schönau im Schwarzwald. Des Weiteren war er Mitglied des Beirates der Industrie- und Handelskammer Schopfheim.

## Politik
In der Frühzeit der Weimarer Republik trat Hoffmann in die Deutsche Volkspartei (DVP) ein. Nach dem Tod des langjährigen DVP-Vorsitzenden Gustav Stresemann wechselte er zur neugegründeten Deutschen Staatspartei (DStP) über, deren Essener Kreisverband er bis 1932 leitete. 
In der Nachkriegszeit schloss sich Hoffmann der 1946 wiedergegründeten Demokratischen Volkspartei (DVP) an, aus der später der baden-württembergische Landesverband der FDP hervorging. Bei der ersten Bundestagswahl 1949 wurde er in den Deutschen Bundestag gewählt, dem er bis 1957 angehörte. In beiden Legislaturperioden zog er über die Landesliste Baden bzw. Baden-Württemberg ins Parlament ein.
Er war von 1962 bis zu seinem Tod Mitglied des Kuratoriums der Friedrich-Naumann-Stiftung.